# Fiume Ziz
Il fiume Zīz (in arabo وادي زيز‎?, Wādī Zīz, o Nahr Zīz), è un fiume del meridione del Marocco e dell'Algeria. Sgorga dalle montagne dell'Alto Atlante marocchino e scorre per 282 chilometri (175 mi) nel deserto del Sahara, in Algeria. Sebbene il fluire dell'acqua sia intermittente, il fiume facilita nondimeno il trasporto umano in un'area caratterizzata da rilievi montuosi abbastanza aspri.
Città che sorgono sulle spopnde del fiume sono al-Rashīdiyya, Erfoud (Arfūd) e Sijilmassa. Vi è anche una diga che consente la produzione di energia idroelettrica presso al-Rashīdiyya.

## Diritti idrici
Lungo il fiume esiste un libero trattamento delle acque, per cui ogni villaggio fruisce del diritto di prelievo per fini irrigativi grazie a un tipico sistema di canalizzazioni che alimentano le coltivazioni della palmae e di altri prodotti ortofrutticoli, utili per uso domestico.